# محمد عصام (لاعب كرة قدم قطري)
محمد عصام الدين محمد (مواليد 5 يونيو 2000) هو لاعب كرة قدم قطري لعب سابقاً مع النادي العربي في دوري نجوم قطر كلاعب وسط.